# العاليات
العاليات قرية في ناحية الرقاما التابعة لمنطقة حمص في محافظة حمص في سورية. تقع شرق الطريق السريع بين حمص ودمشق.